# Graptopetalum paraguayense
Espèce
Classification phylogénétique
Graptopetalum paraguayense est une espèce de plante succulente de la famille des Crassulaceae endémique du Tamaulipas, au Mexique.

## Synonymes
Voir Kew Garden.
- Byrnesia weinbergii (T.B.Sheph.) Rose
- Cotyledon paraguayensis N.E.Br.
- Echeveria weinbergii T.B.Sheph.
- Graptopetalum weinbergii (T.B.Sheph.) E.Walther
- Sedum paraguayense (N.E.Br.) Bullock
- Sedum weinbergii (T.B.Sheph.) A.Berger

## Description
Plante à port étalé, rampant, (20 cm de haut sur 60 cm de large). Son aspect peut varier selon le sol et l'exposition.
La tige pendante peut atteindre jusqu'à 2 m de long et une épaisseur de 2 cm.
Les feuilles vert à gris clair peuvent mesurer jusqu'à 7 cm de long et 3 cm de large. Épaisses et charnues, elles sont disposées en spirale autour de la tige et se détachent très facilement de la rosette, c'est pour cela que cette plante a été surnommée "plante grasse porcelaine".
Ses fleurs apparaissant au printemps présentent cinq pétales blancs tachetés de rouge.

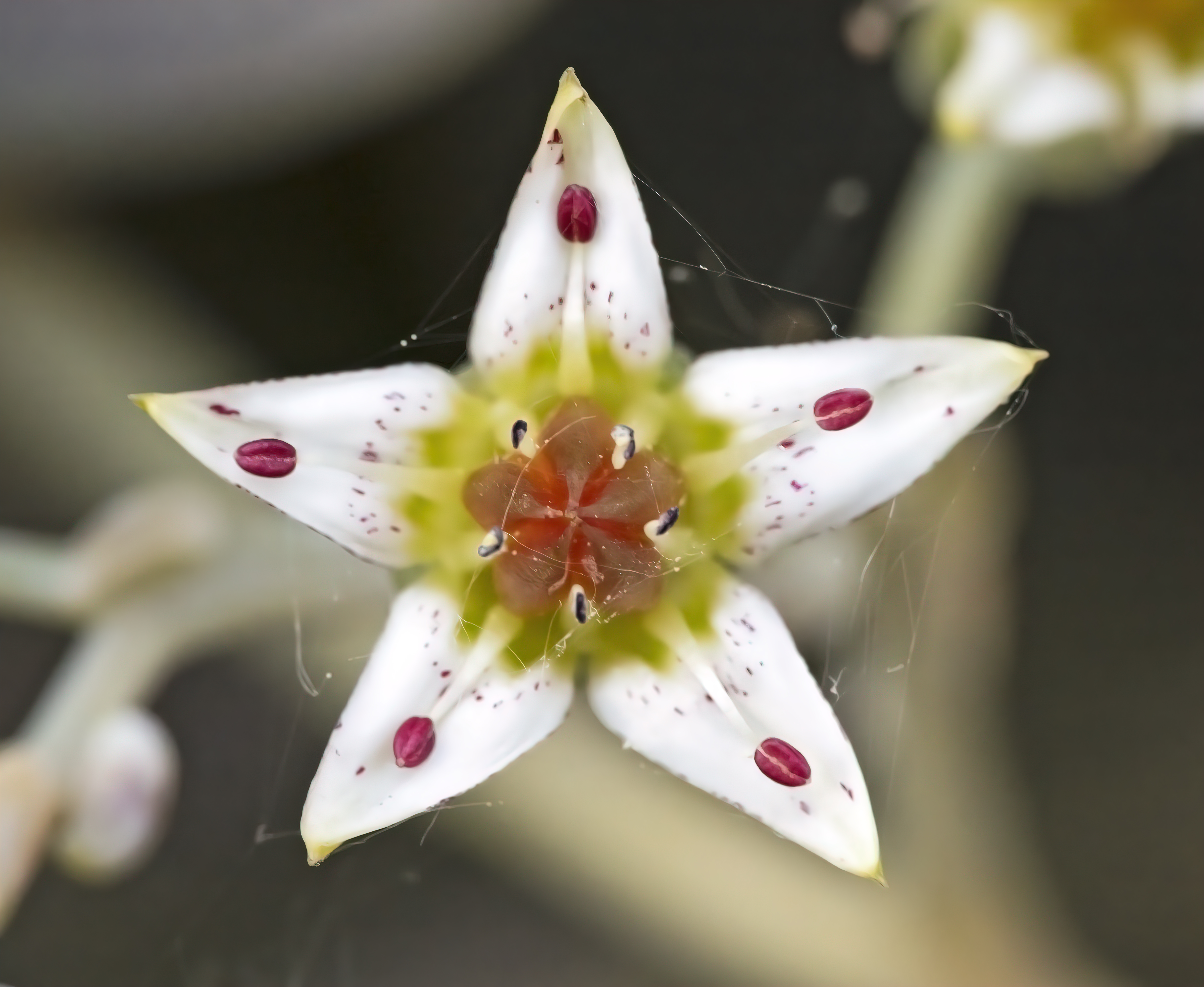
Fleur
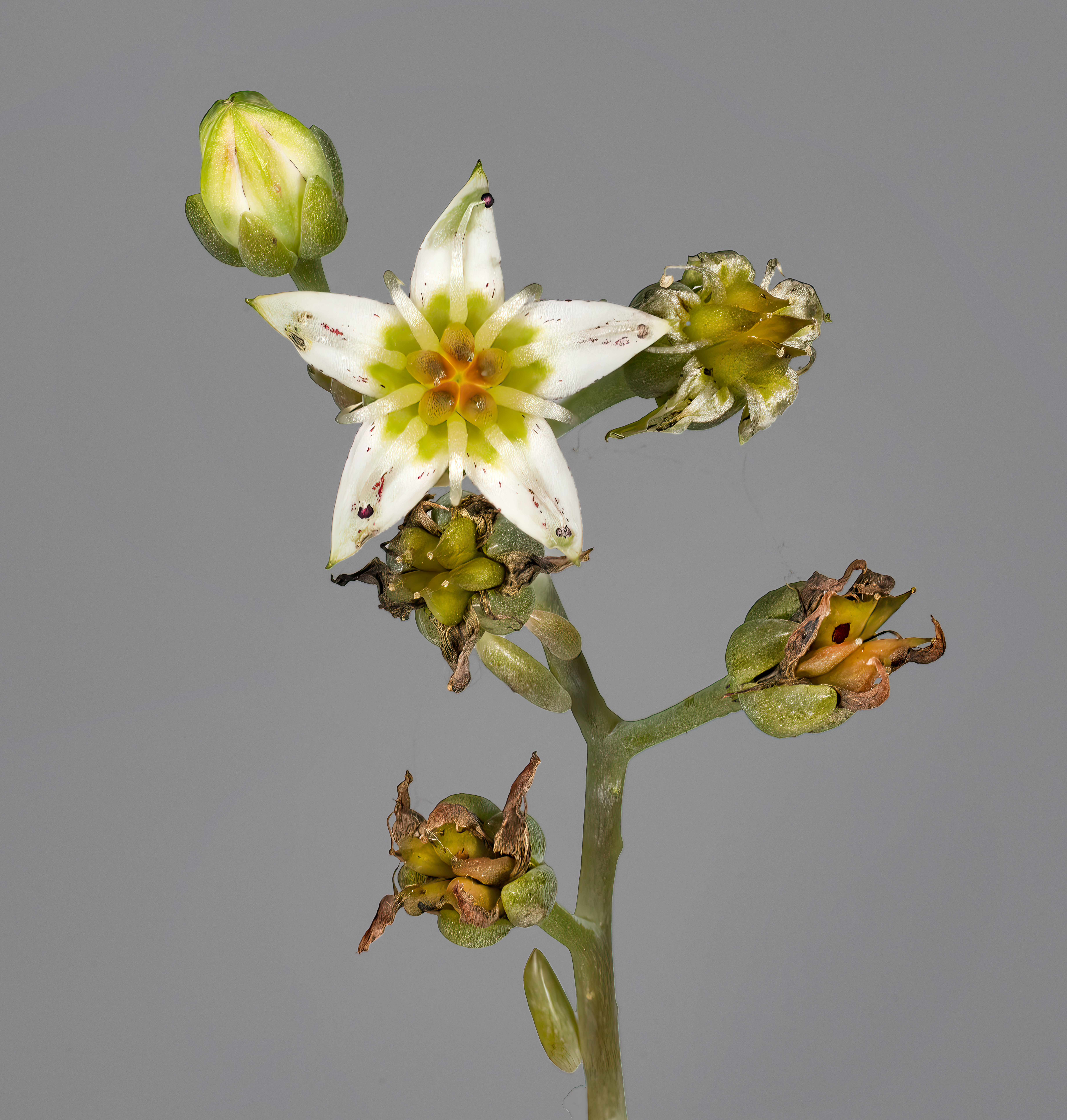
Bouton, fleur, et fruit.

## Culture
Cette plante rustique jusqu'à −10 °C (si mise à l'abri de la pluie et d'une trop grande humidité) est facile à cultiver dans les climats tempérés. Elle se multiplie très facilement par bouture de feuilles ou de tiges.
Elle supporte aussi bien le plein soleil que la mi-ombre. Éviter les arrosages en cas de trop fortes chaleurs.
Elle est souvent utilisée comme plante d'ornement dans les jardins.

## Répartition
Endémique du Mexique, introduite au Portugal et en Australie.